# Alphabet copte
Pour les articles homonymes, voir Copte (homonymie).
Cette page contient des caractères spéciaux ou non latins. S’ils s’affichent mal (▯, ?, etc.), consultez la page d’aide Unicode.
L'alphabet copte est l'alphabet utilisé pour écrire la langue copte. Cette langue est l'héritière moderne de l'égyptien, écrit auparavant avec les hiéroglyphes, qui a cessé d'être une langue vivante au Xe siècle de l'ère chrétienne ; elle continue d'être utilisée comme langue liturgique de l'Église copte orthodoxe. L'alphabet copte est donc maintenant une écriture « sacrée ». Une forme modifiée de l’alphabet copte est aussi utilisée pour écrire l’ancien nubien et certaines langues nubiennes comme le nobiin, l’andaandi ou le mattokki.

## Histoire

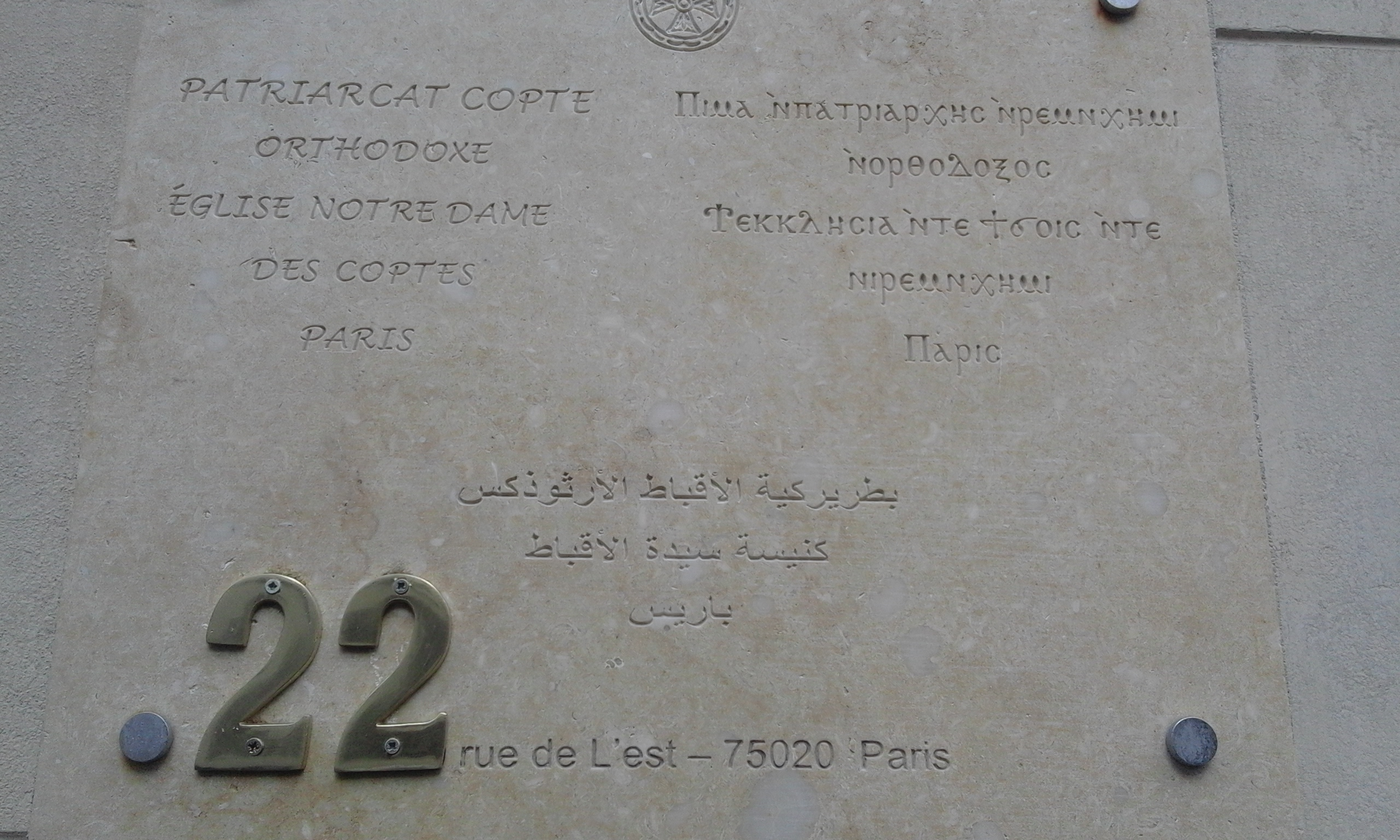
Inscriptions en français, copte et arabe à l'entrée de l'église orthodoxe copte à Paris.

L'écriture hiéroglyphique antique a cédé la place, pour écrire la langue copte, à un alphabet dérivé du grec, dont les lettres ont été empruntées vers la fin du Ier siècle de l'ère chrétienne. La mère de cet alphabet est donc le grec oncial. La langue copte différant de la langue grecque en termes de phonèmes, il a fallu compléter l'alphabet de vingt-quatre lettres par sept signes supplémentaires, qui ont été empruntés au démotique, écriture d'origine hiéroglyphique qui a précédé l'alphabet copte et a cessé d'être utilisée pendant le Ve siècle. Inversement, certaines lettres grecques se sont avérées inutiles mais ont été conservées pour la notation de termes empruntés au grec biblique. 
L'alphabet copte est aujourd'hui réservé aux textes chrétiens. Cependant, il servait à ses débuts pour des écrits au contenu varié, comme des textes « magiques ». Pour W. V. Davies, l'importation de lettres grecques dans cette langue, qui pouvait utiliser une écriture ancestrale mais phonétiquement imprécise, s'expliquerait par la nécessité de représenter le plus fidèlement possible les sons des formules magiques. L'alphabet dans ses versions les plus anciennes n'est pas normalisé et contient, selon les lieux et les dialectes, de nombreuses lettres issues du démotique qui n'ont pas été conservées dans la version définitive, laquelle est bien attestée à partir du IVe siècle. Au cours des siècles, les documents religieux ont pris le pas sur les écrits profanes, parmi lesquels on pouvait trouver lettres, correspondance commerciale et textes de lois.
Fait notable, l'alphabet nubien dérive de l'alphabet copte bien que les langues n'aient aucun lien entre elles.

## Lettres
Note : toutes les transcriptions phonétiques suivent les usages de l'API.

### Liste des graphèmes
Les lettres sont données pour l'alphabet bohaïrique.
Les lettres sont aussi utilisées — à partir du bohaïrique —, comme en grec, en tant que nombres (d'où la présence dans l'alphabet d'un signe non littéral et purement numéral, soou, issu du digamma grec, et d'une ligature abréviative, le rō barré valant 900, en remplacement du sampi grec) ; consulter numération copte pour plus de détails. Le saʿidique semble ignorer une telle pratique et note les nombres au long.
| Image | Majuscule | Minuscule | Valeur numérique | Nom       | Translittération | Prononciation         |
| ----- | --------- | --------- | ---------------- | --------- | ---------------- | --------------------- |
|       | Ⲁ         | ⲁ         | 1                | alpʰa     | a                | [a, ʕ, ʔ]             |
|       | Ⲃ         | ⲃ         | 2                | bēta      | b                | [b, v, w]             |
|       | Ⲅ         | ⲅ         | 3                | gamma     | g                | [k] / [g, ŋ, ɣ]       |
|       | Ⲇ         | ⲇ         | 4                | dalda     | d                | [d] / [d, ð]          |
|       | Ⲉ         | ⲉ         | 5                | ei        | e                | [e]                   |
|       | Ⲋ         | ⲋ         | 6                | soou      | sc, ss, c        | [sc]                  |
|       | Ⲍ         | ⲍ         | 7                | zēta      | z                | [s] / [z]             |
|       | Ⲏ         | ⲏ         | 8                | ēta       | ē, ee            | [eː] / [ɛː, i]        |
|       | Ⲑ         | ⲑ         | 9                | tʰēta     | tʰ               | [tʰ] / [tʰ, θ]        |
|       | Ⲓ         | ⲓ         | 10               | iōta      | i, ï             | [i, j]                |
|       | Ⲕ         | ⲕ         | 20               | kappa     | k                | [k]                   |
|       | Ⲗ         | ⲗ         | 30               | laula     | l                | [l]                   |
|       | Ⲙ         | ⲙ         | 40               | mē        | m                | [m]                   |
|       | Ⲛ         | ⲛ         | 50               | nē        | n                | [n]                   |
|       | Ⲝ         | ⲝ         | 60               | kˢi       | kˢ, x            | [X]                   |
|       | Ⲟ         | ⲟ         | 70               | ou        | o                | [o]                   |
|       | Ⲡ         | ⲡ         | 80               | pi        | p                | [p]                   |
|       | Ⲣ         | ⲣ         | 100              | rō        | r                | [r]                   |
|       | Ⲥ         | ⲥ         | 200              | sēmma     | s                | [s]                   |
|       | Ⲧ         | ⲧ         | 300              | tau       | t                | [t] / [t, d]          |
|       | Ⲩ         | ⲩ         | 400              | he        | u, uh            | [u, w] / [u, w, i, v] |
|       | Ⲫ         | ⲫ         | 500              | pʰi       | pʰ               | [pʰ] / [pʰ, f]        |
|       | Ⲭ         | ⲭ         | 600              | kʰi       | h, kh, Q         | [kʰ] / [kʰ, χ, ʃ]     |
|       | Ⲯ         | ⲯ         | 700              | pˢi       | pˢ               | [ps]                  |
|       | Ⲱ         | ⲱ         | 800              | ō         | ō, w             | [oː] [w]              |
|       | Ϣ         | ϣ         |                  | šai       | š                | [ʃ]                   |
|       | Ϥ         | ϥ         | 90               | fai       | f                | [f]                   |
|       | Ϧ         | ϧ         |                  | ḫai       | ḫ                | [x]                   |
|       | Ϩ         | ϩ         |                  | hori      | h                | [h]                   |
|       | Ϫ         | ϫ         |                  | ḏanḏia    | ḏ, j             | [d͡ʒ] / [d͡ʒ, g] [j]    |
|       | Ϭ         | ϭ         |                  | qima      | q, ch            | [q] / [t͡ʃ] [ch]       |
|       | Ϯ         | ϯ         |                  | ti        | tt'              | [ti, T']              |
|       | Ⳁ         | ⳁ         | 900              | pˢis ənše | ssss             | [c:, t͡s]              |

### Origine
Les premières lettres de l'alphabet copte possèdent un étymon grec oncial évident. On peut noter la présence du sigma lunaire et la ressemblance avec l'alphabet cyrillique.
| Grec    | Grec  | Copte | Copte |
| Nom     | Image | Nom   | Image |
| ------- | ----- | ----- | ----- |
| Alpha   |       | alpʰa |       |
| Bêta    |       | bēta  |       |
| Gamma   |       | gamma |       |
| Delta   |       | dalda |       |
| Epsilon |       | ei    |       |
| Zêta    |       | zēta  |       |
| Êta     |       | ēta   |       |
| Thêta   |       | tʰēta |       |
| Iota    |       | iōta  |       |
| Kappa   |       | kappa |       |
| Lambda  |       | laula |       |
| Mu      |       | mē    |       |
| Nu      |       | nē    |       |
| Xi      |       | kˢi   |       |
| Omicron |       | ou    |       |
| Pi      |       | pi    |       |
| Rhô     |       | rō    |       |
| Sigma   |       | sēmma |       |
| Tau     |       | tau   |       |
| Upsilon |       | he    |       |
| Phi     |       | pʰi   |       |
| Chi     |       | kʰi   |       |
| Psi     |       | pˢi   |       |
| Oméga   |       | ō     |       |

Les sept dernières lettres de l'alphabet ne sont pas d'origine grecque mais furent empruntées à la démotique égyptienne. Elles permettent de noter des sons pour lesquels l'alphabet grec ne possède pas d'équivalents. Leur origine est bien connue : on peut en effet remonter des hiéroglyphes jusqu'à la lettre copte en passant par le tracé démotique des hiéroglyphes :
| M8 |

| M8 |

| I9 |

| I9 |

| M12 |

| M12 |

| F18 · Y1 |

| F18 · Y1 |

| U29 |

| U29 |

| V31 |

| V31 |

| D37 · X1 |

| D37 · X1 |

### Capitales
L'alphabet copte peut être considéré bicaméral : chaque lettre possède une majuscule et une minuscule. Dans les faits, sauf dans certains styles particulièrement ornés, les capitales ne sont rien d'autre que des minuscules de grand format et elles ne nécessitent pas un apprentissage séparé. Il n'y a là rien de comparable au cas du grec actuel, dont la minuscule de Ν est ν, par exemple. La lettre ḫai est vraisemblablement la seule dont les deux variantes sont différentes quel que soit le style : Ϧ en capitale, ϧ en minuscule.

### Nom des lettres
On a retenu dans ce tableau l'un des nombreux noms possibles pour chaque lettre, ceux donnés grosso modo par la grammaire de Plumley (cf. bibliographie). On peut considérer que ce sont les noms anciens. 
Les noms des lettres ne sont en effet pas réellement normalisés et l'on trouve dans ce domaine d'importantes variations selon les textes, minimes (la lettre fai peut être nommée fei) ou plus notables (he est souvent désignée par le nom epˢilon dans les textes récents). L'hellénisation de la prononciation (voir plus bas) a bien sûr joué un rôle non négligeable, de même que des contraintes liées à la langue copte elle-même : l'apparition d'une voyelle épenthétique en début de mot dans une syllabe qui débuterait sinon par deux consonnes est visible dans des cas comme kˢi souvent nommé ekˢi.

### Translittération
On a choisi dans le présent article, une translittération et non une transcription pour les mots coptes. Cette translittération est bijective : à chaque symbole ou digramme symbolique choisi ne peut correspondre qu'une seule lettre copte et inversement, d'où la notation des consonnes aspirées par un ʰ. Ainsi, pʰ (ⲫ) ne peut être confondu avec la suite de lettres ph (ⲡϩ). ḏ peut facilement être remplacé par j. La présence d'un ḏinkim (voir plus bas) est indiquée par un ə en exposant : ⲣ̄ est translittéré ər.

### Valeur des lettres
Les différentes sources consultées donnent pour certaines lettres des valeurs très différentes, selon qu'on se place dans une optique historique (le copte tel qu'il a été parlé dans le passé ; encore faut-il savoir de quel dialecte l'on parle) ou actuelle (tel qu'il est maintenant prononcé lors des cérémonies religieuses). De plus, il faut distinguer la prononciation saʿidique (dialecte maintenant éteint) de la bohaïrique (seul dialecte encore « vivant »). Les textes récents consacrés au copte insistent généralement plus sur la prononciation bohaïrique liturgique actuelle. Deux ouvrages, cependant, s'appuient surtout sur la prononciation ancienne : l'article de Ritner et la grammaire de Plumley (cf. bibliographie).
D'autre part, selon Emile Maher Ishak (cf. bibliographie), la prononciation bohaïrique de la langue copte aurait été rapprochée artificiellement de celle du grec moderne au milieu du XIXe siècle, afin de permettre une fusion entre l'église orthodoxe grecque et l'église copte orthodoxe d'Égypte, fusion qui ne s'est finalement pas faite. Ce mouvement d'hellénisation, placé sous l'égide du pope Cyrille IV et d'Arian Girgis Moftah, enseignant de copte liturgique, a cependant été globalement et graduellement accepté : actuellement, sauf dans de rares églises, le copte est lu « à la grecque ». Cette prononciation est pourtant réputée factice et artificielle (d'autant plus qu'elle ne s'applique pas forcément à tous les mots : pour ne pas trop contrevenir aux usages établis, les noms propres, par exemple, sont souvent prononcés « à l'ancienne »). On considère alors qu'appartient au « vieux bohaïrique » une prononciation plus hypothétique restituée et datant d'avant l'hellénisation, prononciation parfois ─ à tort ou à raison ─ désignée comme étant celle du saʿidique.
Dans le tableau ci-dessus, on a indiqué en première valeur celle probable du saʿidique (ou du « vieux bohaïrique »), restituée à partir de l'égyptien ancien, des pratiques scripturales anciennes et de la valeur des lettres grecques à l'époque de l'emprunt de l'alphabet. La deuxième valeur est celle du bohaïrique hellénisé actuel. On décrira ci-dessous ces deux systèmes.

#### Consonnes aspirées et consonnes doubles

##### Prononciation ancienne / saʿidique
Les consonnes aspirées grecques ont été utilisées au départ comme des raccourcis permettant de noter une consonne occlusive suivie de /h/. Ainsi, ⲑ correspondait à la suite de consonnes ⲧϩ, soit /th/. De telles lettres transcrivaient alors deux consonnes et non une seule (en grec ancien, θ valait /tʰ/). On trouve par exemple les graphies équivalentes ⲑⲉ ou ⲧϩⲉ /the/ (et non /tʰe/ puisque les consonnes aspirées n'existent pas en copte) pour le mot « chemin ». L'utilisation de ces lettres, en saʿidique, est bien plus limitée qu'en bohaïrique (elle se cantonne la plupart du temps aux mots d'origine grecque quand elles ne servent pas de raccourci, c'est-à-dire de lettre doubles), de même pour ⲯ et ⲭ, qui peuvent remplacer ⲡϩ et ⲕϩ. 
Le cas est similaire avec les deux consonnes doubles grecques ⲝ et ⲯ, qui, dans les textes anciens, servent parfois de raccourci à ⲕⲥ et ⲡⲥ, sans pour autant que l'usage soit obligatoire (au contraire du grec). Par exemple, le nombre 9 peut s'épeler ⲡⲥⲓⲥ ou ⲯⲓⲥ.

##### Prononciation hellénisée
Actuellement, dans la prononciation bohaïrique hellénisée les consonnes aspirées se prononcent soit comme des simples (ⲑ vaut donc ⲧ, ⲫ se lit ⲡ et ⲭ comme ⲕ) soit d'une manière similaire à la prononciation du grec moderne (mais adaptée à une population majoritairement arabophone).
- ⲑ : après ⲥ, ⲧ, ⲩ, et ϣ → /t/, sinon → /θ/ ;
- ⲫ : dans un nom propre → /f/, sinon → /v/ ;
- ⲭ : dans un mot copte → /k/, sinon (principalement dans des mots grecs) → /x/ après ⲁ, ⲟ et ⲱ, /ʃ/ après ⲉ, ⲏ, ⲓ et ⲩ (par imitation du grec moderne [ç]).

L'utilisation des aspirées ainsi que des consonnes doubles (dont la prononciation ne soulève aucun problème) est plus fréquente en bohaïrique que dans les textes plus anciens.

#### Occlusives sonores etzēta

##### Prononciation ancienne / saʿidique
Les lettres grecques γ, δ et ζ, prononcées /g/, /d/ et /zː/ en grec ancien, font partie de celles dont le copte aurait pu faire l'économie puisque les sons en question ne sont pas des phonèmes du copte ancien (alors que le β grec, déjà passé à /v/ à l'époque médiévale, s'avérait utile). Dans les textes anciens, on note une grande propension à la confusion avec des sourdes plus ou moins équivalentes : ainsi, ⲅ alterne avec ⲕ ou ϭ (qui, en saʿidique, ne vaut pas /t͡ʃ/ mais vraisemblablement /q/), ⲇ avec ϯ, ⲍ avec ⲥ.
En règle générale, ces consonnes sont utilisées principalement (mais pas exclusivement) dans des mots d'emprunt au grec.

##### Prononciation hellénisée
Celle du bohaïrique actuel est très éloignée de la prononciation ancienne. Ces lettres apparaissent aussi surtout dans des mots d'emprunt au grec :
- ⲃ : à la fin d'un mot ou dans un nom propre → /b/ ; sinon → /v/ ;
- ⲅ : devant ⲉ, ⲓ, ⲏ et ⲩ → /g/ ; devant ⲅ et ⲭ → /ŋ/ (comme en grec depuis l'Antiquité) ; sinon → /ɣ/ ;
- ⲇ : dans un nom propre → /d/ ; sinon → /ð/.

#### Voyelles
L'on entend ici voyelle au sens de « voyelle graphique » et non phonologique : en effet, les voyelles du copte peuvent aussi servir à noter des consonnes.

##### Prononciation ancienne / saʿidique
Il semble que la quantité vocalique (différence entre voyelles brèves et voyelles longues) soit pertinente en copte ancien. La langue connaît trois timbres phonologiques fondamentaux, /a/, /e/ et /o/. Ceux-ci sont notés par ⲁ /a/, ⲉ /e/ et ⲟ /o/ pour les brèves, ⲓ /i/ (ou ⲏ /iː/), ⲏ /ē/ et ⲱ /oː/ (ou ⲟⲩ /uː/) pour les longues : les timbres ne correspondent donc pas exactement (à cause vraisemblablement d'une apophonie) et il ne semble pas que ⲓ soit forcément une voyelle longue.
La voyelle /uː/ ainsi que la consonne /w/ sont régulièrement écrites grâce au digramme ⲟⲩ, la lettre ⲩ seule étant réservée aux mots grecs ou comme second élément de diphtongue. Par exemple, ⲛⲟⲩⲧⲉ /nuːte/, « dieu » et ⲟⲩⲁⲁⲃ /waab/, « saint ». La voyelle /i/ et la consonne /j/ sont écrites différemment : ⲓ sert pour la voyelle, ⲉⲓ pour la consonne en début de syllabe (parfois ⲓ̈, forme plus commune en bohaïrique), ⲓ̈ en fin de syllabe. Ainsi : ⲯⲓⲥ /psis/, « 9 », ⲉⲓⲱϩⲉ (plus rare : ⲓ̈ⲱϩⲉ) /joːhe/ « champ », ⲏⲓ̈ /eːj/, « maison ».

#### Autres détails
- les lettres ⲡ et ⲧ sont, à la manière grecque, susceptible d'être voisées après ⲙ ou ⲛ → /b/ et /d/ ;
- la lettre ϫ se comporte comme un g français : il se prononce « doux » devant ⲉ, ⲏ, ⲓ et ⲩ → /d͡ʒ/ (parfois réalisé [ʒ]), « dur » ailleurs → /g/.

### Autres lettres

#### Ḫai
Le phonème /x/ ne se rencontre pas en saʿidique. La lettre ḫai n'y est donc pas utilisée. La forme usuelle, ϧ, est propre au bohaïrique[réf. nécessaire]. On la trace en akminmique ⳉ ; cette seconde graphie ne provient pas de la démotique  mais d'un hori, ϩ barré. 
| Variante   | Tracé | Majuscule | Minuscule |
| ---------- | ----- | --------- | --------- |
| usuelle    |       | Ϧ         | ϧ         |
| bohaïrique | §µ£   | Ⳳ         | ⳳ         |
| akminmique |       | Ⳉ         | ⳉ         |

#### Soou
Cette « lettre », ⲋ, n'est utilisée que dans la numération (avec la valeur 6), ce qui explique qu'on l'ait représentée ici avec sa barre suscrite. Elle remonte clairement au digamma grec dans sa graphie ancienne, Ϝ, lettre qui, déjà en grec, n'avait plus de valeur littérale (sauf quand elle a été confondue avec un stigma).

#### Abréviations et ligatures
À l'instar du grec, qu'il a copié, le copte a développé nombre de ligatures et de signes d'abréviation. Les plus notables sont les caractères composés et la ligature abréviative suivants :
| Signe     |                 | et                                    |           |                   |           |
| Caractère | ⳧               | ⳩ et ⳥                                | ⳦         | ⳨                 | ⳪         |
| Se lit... | ⲥⲧⲁⲩⲣⲟⲥ stauros | ⲭⲣⲟⲛⲟⲥ ⲙⲁⲣⲧⲩⲣⲱⲛ kʰronos marturōn      | ⲡⲣⲟⲥ pros | ⲯⲓⲥ ⲛ̄ϣⲉ pˢis ənše | ϭⲱⲓⲥ čōis |
| Sens      | croix           | temps des martyrs (ère de Dioclétien) | à         | 900               | Seigneur  |

- ⳨ n'est utilisé que comme signe numérique et correspondrait au sampi grec ;
- ⲥⲧⲁⲩⲣⲟⲥ et ⲭⲣⲟⲛⲟⲥ ⲙⲁⲣⲧⲩⲣⲱⲛ sont des mots empruntés au grec ;
- ⳪ est une ligature abréviative de ϭ et c (noter le trait de surlignement, la barre indiquant une contraction).

Les autres abréviations concernent surtout les noms propres bibliques grecs et sémitiques : ils sont contractés et représentés par deux ou trois lettres du mot, lettres qui sont la plupart du temps surlignées. Ainsi, ⲭ̅ⲥ̅ représente Ⲭⲣⲓⲥⲧⲟⲥ, Christ. Les usages sont semblables à ceux suivis dans les manuscrits grecs.

### Diacritiques

#### Ḏinkim
Ce signe (plus souvent transcrit jinkim), très fréquent, indique que la consonne sonante qui le porte est vocalisée. Dans la pratique, on la prononce avec un schwa [ə] ou un [e] léger (représenté ici par ə dans la translittération). Le ḏinkim se trace différemment selon les dialectes : en saʿidique, c'est un macron, un accent grave en akhmimique et fayoumique, un accent grave ou un point suscrit en bohaïrique. Actuellement[Quand ?], c'est le macron qui semble préféré dans les éditions récentes.

### Ponctuation

#### Signes didactiques
Le signe ⸗, un double trait d'union, sert, dans les ouvrages didactiques, à indiquer qu'un mot est à l'état pronominal (suivi d'un suffixe pronominal). C'est le trait d'union simple qui sert à indiquer l'état construit du verbe ou de la préposition (lorsque la forme est suivie d'un complément nominal). La forme absolue, le cas échéant, est présentée sans trait d'union. Quand la typographie éditoriale s'adapte au style des lettres coptes, ce double trait d'union prend des allures plus penchées. Dans les faits, il est possible de le remplacer par le signe =.
On peut ainsi, dans les grammaires et les dictionnaires, savoir que telle préposition ou tel verbe doit être suivi d'un complément nominal, que telle autre forme doit être suivie d'un suffixe personnel : 
- ⲕⲟⲧ⸗ kot⸗ « construire » → état pronominal (exemple : ⲕⲟⲧ⸗ϥ̄ kot⸗əf « le construire », comme dans « il faut le construire ») ;
- ⲕⲉⲧ- ket- : « construire » → état construit (comme dans ⲕⲉⲧ-ⲡⲏⲓ̈ ket-pēï, « construire [une] maison »).

Dans un dictionnaire, on pourrait trouver les indications suivantes :
ⲉ- e-, ⲉⲣⲟ⸗ ero⸗, préposition, « pour ».
Il faudrait alors comprendre que la préposition signifiant « pour, à » a la forme ⲉ e quand elle a pour régime un nom, la forme ⲉⲣⲟ ero quand c'est un suffixe personnel : ⲉⲡⲏⲓ̈  epēï « à la maison », ⲉⲣⲟϥ erof « pour lui ».
Ces usages sont identiques à ceux qu'on trouve en égyptologie.
Autrement, ce signe de ponctuation est classiquement en copte ancien et nubien ancien un diviseur de vers (comparable en usage au daṇḍa qu'on trouve dans la dévanâgarî et plusieurs autres alphasyllabaires asiatiques). Il existe également en sens indirect.

## Sens de lecture
Le copte se lit de gauche à droite, par influence du grec, alors que l'égyptien démotique se lit de droite à gauche.

## Codage informatique
Unicode, jusque sa version 4.1, n'a pas distingué les lettres grecques des lettres coptes, considérant que le copte n'était qu'une variante graphique et « stylistique » du grec. Plusieurs demandes ont été déposées pour que les deux graphies soient séparées (« désunifiées ») et plusieurs propositions retenues. L'alphabet copte est désormais intégré à Unicode (bloc U+2C80..U+2CFF). 
Les lettres démotiques situées dans le bloc « Grec et copte » ne pouvant pas être déplacées, les lettres du copte sont donc codées sur deux blocs : 

### Lettres démotiques dubloc «Grec et copte»
Dans ce bloc, seuls les caractères U+03E2 à U+03EF sont coptes, les autres sont empruntés au grec.
| en fr  | 0 | 1 | 2 | 3 | 4 | 5 | 6 | 7 | 8 | 9 | A | B | C | D | E | F |
| ------ | - | - | - | - | - | - | - | - | - | - | - | - | - | - | - | - |
| U+0370 | Ͱ | ͱ | Ͳ | ͳ | ʹ | ͵ | Ͷ | ͷ |   |   | ͺ | ͻ | ͼ | ͽ | ; | Ϳ |
| U+0380 |   |   |   |   | ΄ | ΅ | Ά | · | Έ | Ή | Ί |   | Ό |   | Ύ | Ώ |
| U+0390 | ΐ | Α | Β | Γ | Δ | Ε | Ζ | Η | Θ | Ι | Κ | Λ | Μ | Ν | Ξ | Ο |
| U+03A0 | Π | Ρ |   | Σ | Τ | Υ | Φ | Χ | Ψ | Ω | Ϊ | Ϋ | ά | έ | ή | ί |
| U+03B0 | ΰ | α | β | γ | δ | ε | ζ | η | θ | ι | κ | λ | μ | ν | ξ | ο |
| U+03C0 | π | ρ | ς | σ | τ | υ | φ | χ | ψ | ω | ϊ | ϋ | ό | ύ | ώ | Ϗ |
| U+03D0 | ϐ | ϑ | ϒ | ϓ | ϔ | ϕ | ϖ | ϗ | Ϙ | ϙ | Ϛ | ϛ | Ϝ | ϝ | Ϟ | ϟ |
| U+03E0 | Ϡ | ϡ | Ϣ | ϣ | Ϥ | ϥ | Ϧ | ϧ | Ϩ | ϩ | Ϫ | ϫ | Ϭ | ϭ | Ϯ | ϯ |
| U+03F0 | ϰ | ϱ | ϲ | ϳ | ϴ | ϵ | ϶ | Ϸ | ϸ | Ϲ | Ϻ | ϻ | ϼ | Ͻ | Ͼ | Ͽ |

### Lettres grecques en tracé copte dans lebloc «Copte»
Dans ce bloc, seules les lettres codées de U+2C80 à U+2CB1 sont similaires aux lettres grecques et définissent l'alphabet copte de base (dans d'anciennes versions d'Unicode, où ce bloc n 'existait pas encore, il fallait employer l'alphabet grec pour écrire ces lettres, bien que la typographie grecque est assez différente).
Le reste du bloc est copte (avec des lettres parfois empruntées à d'autres écritures, pour la transcriptions d'autres langues comme l'arabe ou l'hébreu, ou pour la transcription du copte ancien ou du nubien ancien, des variantes dialectales, cryptogrammiques, akhmimiques et bohairiques, mais certaines graphies sont des emprunts à l'écriture démotique égyptienne), mais on y trouve aussi des symboles abréviatifs formés soit par modification d'une lettre copte, soit par ligature de deux ou plusieurs lettres coptes, ainsi que quelques signes diacritiques, et en fin de ce bloc des signes de ponctuation coptes et nubiens anciens ainsi d'une marque de fraction.
| en fr  | 0 | 1 | 2 | 3 | 4 | 5 | 6 | 7 | 8 | 9 | A | B | C | D | E | F |
| ------ | - | - | - | - | - | - | - | - | - | - | - | - | - | - | - | - |
| U+2C80 | Ⲁ | ⲁ | Ⲃ | ⲃ | Ⲅ | ⲅ | Ⲇ | ⲇ | Ⲉ | ⲉ | Ⲋ | ⲋ | Ⲍ | ⲍ | Ⲏ | ⲏ |
| U+2C90 | Ⲑ | ⲑ | Ⲓ | ⲓ | Ⲕ | ⲕ | Ⲗ | ⲗ | Ⲙ | ⲙ | Ⲛ | ⲛ | Ⲝ | ⲝ | Ⲟ | ⲟ |
| U+2CA0 | Ⲡ | ⲡ | Ⲣ | ⲣ | Ⲥ | ⲥ | Ⲧ | ⲧ | Ⲩ | ⲩ | Ⲫ | ⲫ | Ⲭ | ⲭ | Ⲯ | ⲯ |
| U+2CB0 | Ⲱ | ⲱ | Ⲳ | ⲳ | Ⲵ | ⲵ | Ⲷ | ⲷ | Ⲹ | ⲹ | Ⲻ | ⲻ | Ⲽ | ⲽ | Ⲿ | ⲿ |
| U+2CC0 | Ⳁ | ⳁ | Ⳃ | ⳃ | Ⳅ | ⳅ | Ⳇ | ⳇ | Ⳉ | ⳉ | Ⳋ | ⳋ | Ⳍ | ⳍ | Ⳏ | ⳏ |
| U+2CD0 | Ⳑ | ⳑ | Ⳓ | ⳓ | Ⳕ | ⳕ | Ⳗ | ⳗ | Ⳙ | ⳙ | Ⳛ | ⳛ | Ⳝ | ⳝ | Ⳟ | ⳟ |
| U+2CE0 | Ⳡ | ⳡ | Ⳣ | ⳣ | ⳤ | ⳥ | ⳦ | ⳧ | ⳨ | ⳩ | ⳪ | Ⳬ | ⳬ | Ⳮ | ⳮ | ⲟ⳯ |
| U+2CF0 | ⲟ⳰ | ⲟ⳱ | Ⳳ | ⳳ |   |   |   |   |   | ⳹ | ⳺ | ⳻ | ⳼ | ⳽ | ⳾ | ⳿ |

### Nombres épactes en tracé cursif dans lebloc «Nombres épactes coptes»
Ce bloc comprend un signe diacritique pour noter les milliers, dix chiffres décimaux et d'autres nombres pour noter les dizaines et centaines. Ces nombres sont notamment utilisés en copte pour noter les années des cycles calendaires luni-solaires et métoniques selon la méthode de détermination l’épacte chrétienne. Les représentations représentatives retenues dans la norme Unicode s'appuient sur les tracés cursifs, tels que trouvés dans les anciens manuscrits.
| en fr   | 0 | 1 | 2 | 3 | 4 | 5 | 6 | 7 | 8 | 9 | A | B | C | D | E | F |
| ------- | - | - | - | - | - | - | - | - | - | - | - | - | - | - | - | - |
| U+102E0 | ⲟ𐋠 | 𐋡 | 𐋢 | 𐋣 | 𐋤 | 𐋥 | 𐋦 | 𐋧 | 𐋨 | 𐋩 | 𐋪 | 𐋫 | 𐋬 | 𐋭 | 𐋮 | 𐋯 |
| U+102F0 | 𐋰 | 𐋱 | 𐋲 | 𐋳 | 𐋴 | 𐋵 | 𐋶 | 𐋷 | 𐋸 | 𐋹 | 𐋺 | 𐋻 |   |   |   |   |